# سهيل قاضي
سهيل قاضي (1950م، مكة) أكاديمي وكاتب سعودي، وعضو سابق في مجلس الشورى السعودي. شغل العديد من المناصب من أبرزها: مدير جامعة ام القرى، ورئيس مجلس إدارة نادي مكة الثقافي.

## الولادة والنشأة
ولد سهيل قاضي في حي أجياد في مكة المكرمة عام 1369هـ، ثم درس التعليم العام في مدرسة الخالدية بجرول ثم أكمل المرحلة المتوسطة في مدرسة عمر بن العاص بالعتيبية، والتحق بعد ذلك بثانوية العزيزية.

## التعليم
- دكتوراه إدارة نظم تعليمية من جامعة كولورادو بولدر في الولايات المتحدة عام 1980م.
- ماجستير نظم تعليمية من جامعة تشامبان كاليفورنيا في الولايات المتحدة عام 1976م.
- بكالوريوس تربية وعلم نفس من كلية التربية في مكة المكرمة عام 1974م.[1]

## العمل والمناصب
- رئيس مجلس إدارة نادي مكة الثقافي الأدبي من عام 1427هـ إلى عام 1432هـ.
- مدير جامعة أم القرى من عام 1416هـ إلى عام 1421هـ.
- عضو مجلس الشورى السعودي في الفترة من 1414هـ إلى 1416هـ.
- عين مستشاراً غير متفرغ لدى وزارة الإعلام من عام 1403هـ إلى عام 1409هـ.
- وكيل كلية التربية للدراسات العليا والبحث العلمي في جامعة أم القرى، وعميد مكلف للكلية من عام 1404هـ إلى عام 1409هـ.
- أعيرت خدماته لأمانة مدينة جدة، وعمل مساعداً لأمين مدينة جدة للشؤون الإدارية والمالية ورئيساً للجنة التطوير الإداري لمدة عامين بين عامي 1401 و1403هـ.
- عين عضواً في هيئة التدريس بجامعة أم القرى عام 1400هـ.
- انتخب رئيسا لمجلس جمعية البر في محافظة جدة في أغسطس 2018م.[5][6]
- عضو مجلس أمناء مركز الملك عبد العزيز للتواصل الحضاري من عام 1435 حتى 1439.
- عضو مجلس إدارة مجموعة فتيحي القابضة.
- عضو الجمعية السعودية لرعاية الأطفال المعاقين بمكة المكرمة والجمعية العمومية بالرياض.[4]

## الكتابة
- يكتب زاوية «شذرات» في «صحيفة المدينة».[7]
- يكتب في صحيفة «مكة الإلكترونية» من عام 2018م.[8]